# 电子元件失效

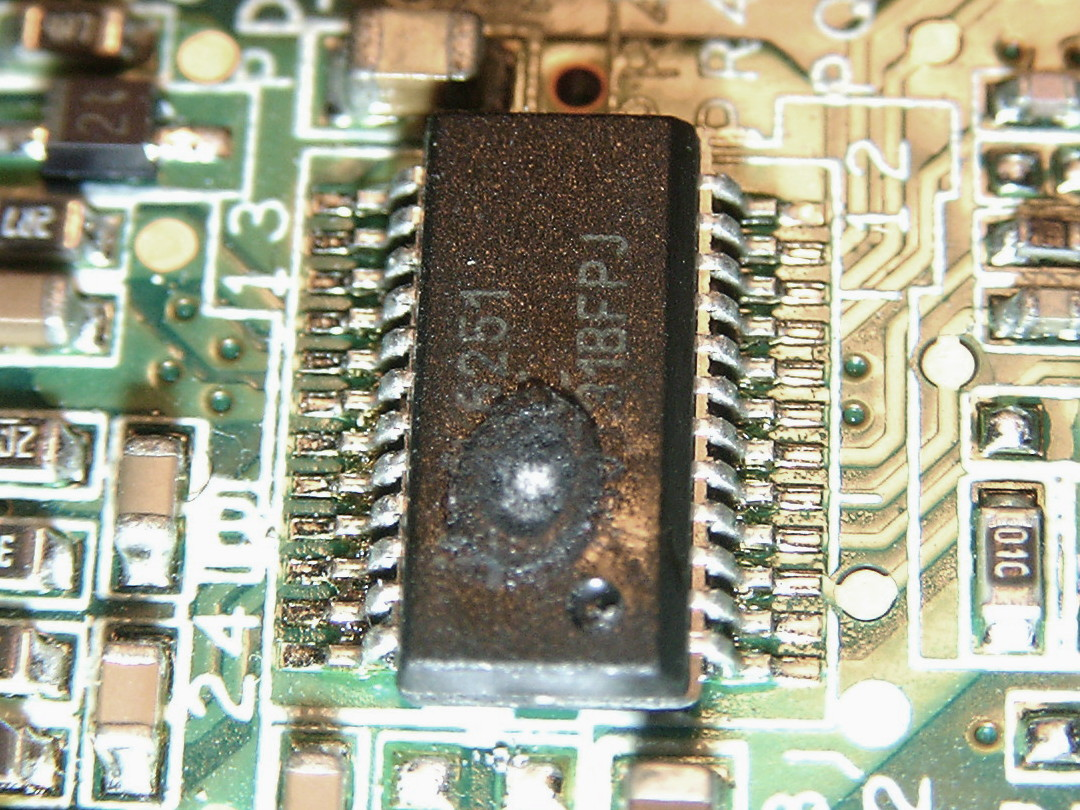
笔记本电脑中IC失效。错误的输入极性导致芯片严重过热并烧毁塑料外壳。

电子元件存在多种失效模式，可根据时间或原因等不同方式分类。失效的原因包括过高温度、过大电流或电压、游離輻射、机械冲击、应力或撞击等多种因素。在半导体器件中，封装问题可能导致失效，例如污染、机械应力或开路、短路等。
电子元件的失效通常发生在其生命周期的早期或晚期，形成著名的“浴缸曲線”失效率分布。为检测早期失效，通常采用“燒機筛选”程序。在半导体器件中，*寄生結構在正常运行中通常无关紧要，但在失效过程中可能起关键作用，既可能成为失效源，也可能提供一定保护。
在航天系统、生命支持系统、电信、铁路信号系统和计算机等高可靠性应用中，大量电子元件被使用。对失效的统计特性进行分析，有助于制定设计方案，以满足特定的可靠性要求。例如，在高空飞行器中，电阻的功率负载能力可能需要大幅降额，以确保足够的使用寿命。
某些失效可能引发连锁反应。例如，突发性开路故障如果发生过快，并且电路中包含电感，会产生高达500伏的電壓突波，从而引发多重次生失效。此外，芯片金属化层断裂可能导致二次过压损坏。熱失控则可能导致熔化、起火或爆炸等突发性失效。

## 封装失效
电子元件的大部分失效与电子封装相关。封装作为电子元件与外部环境之间的屏障，易受环境因素影响。不同材料的热膨胀系数不匹配，可能导致机械应力积累，引发材料疲勞。湿气及腐蚀性化学物质可能损坏封装材料和引线，导致电气失效。超过规定的环境温度范围可能导致键合线过应力，使其断裂，半导体芯片破裂，甚至封装开裂。封装可能因机械冲击或震动而出现裂纹。
在封装过程中，键合线可能会被切断、短路，或接触芯片晶圆，通常发生在边缘位置。由于机械过载或热冲击，晶圆可能出现裂纹；加工过程中引入的缺陷，例如划片，可能会发展成断裂。引线框架可能含有过多材料或毛刺，从而导致短路。碱金属和卤素等离子污染物可能从封装材料迁移至半导体晶圆，造成腐蚀或参数退化。玻璃-金属密封常因针脚与玻璃界面处形成径向裂纹而失效，这些裂纹向外扩展；其他失效原因包括界面氧化层薄弱以及玻璃对针脚包覆不良。
封装腔体内可能存在多种气体，这些气体可能是在制造过程中被困住的杂质，可能来源于封装材料的釋氣，或者是由于封装材料过热而产生的化学反应（通常形成离子化产物并促进腐蚀，导致延迟失效）。为了检测这些气体，通常在封装内部充入氦气作为示踪气体，以便在测试时检测泄漏。二氧化碳和氢气可能源自有机材料，聚合物释放水分，而胺固化环氧树脂则会释放氨气。芯片焊接结构中的裂纹及金属间化合物的生长可能导致空洞和分层，影响芯片与基板及散热器之间的热传导，最终导致热失效。由于硅和砷化鎵等半导体材料对红外线透明，因此可使用红外显微技术检查芯片键合及其下方结构的完整性。
红磷作为一种炭化促进型阻燃劑，在封装中可能加速银离子迁移。通常情况下，红磷表面会包覆氢氧化铝，但若包覆不完全，磷颗粒会氧化成极易吸湿的五氧化二磷，并与水分反应生成磷酸。这种腐蚀性电解质在电场作用下会促进银的溶解和迁移，从而导致相邻封装引脚、引线框架引脚、连接条、芯片安装结构以及芯片焊盘之间短路。由于封装的热膨胀可能导致银桥断裂，因此如果加热后短路现象消失，而冷却后再次出现，则表明存在这一问题。封装的分层与热膨胀可能会导致芯片晶圆相对于封装材料移动，从而使键合线变形，甚至发生短路或断裂。

## 接触失效
电气接触点存在接触电阻，其大小受表面结构及表面层成分影响。理想情况下，接触电阻应当保持低且稳定，但接触压力不足、机械振动及腐蚀可能会显著改变接触电阻，导致接触点发热并最终引发电路失效。
焊接接点可能因多种因素而失效，包括电迁移和脆性金屬互化物的形成。某些失效仅在极端温度下显现，从而增加了故障排查的难度。印刷电路板材料与元件封装之间的热膨胀失配会对焊点施加应力，导致焊点与电路板之间的连接受损。热循环可能引发焊点疲劳裂纹。封装内部可能出现松散颗粒，例如焊渣和锡须，这些颗粒可能在封装内部移动，并引发间歇性短路或对震动敏感的短路。腐蚀可能导致接触表面生成氧化物或其他非导电物质，从而在接触闭合时产生不可接受的高接触电阻；这些氧化物还可能迁移并导致短路。

## 印刷电路板失效

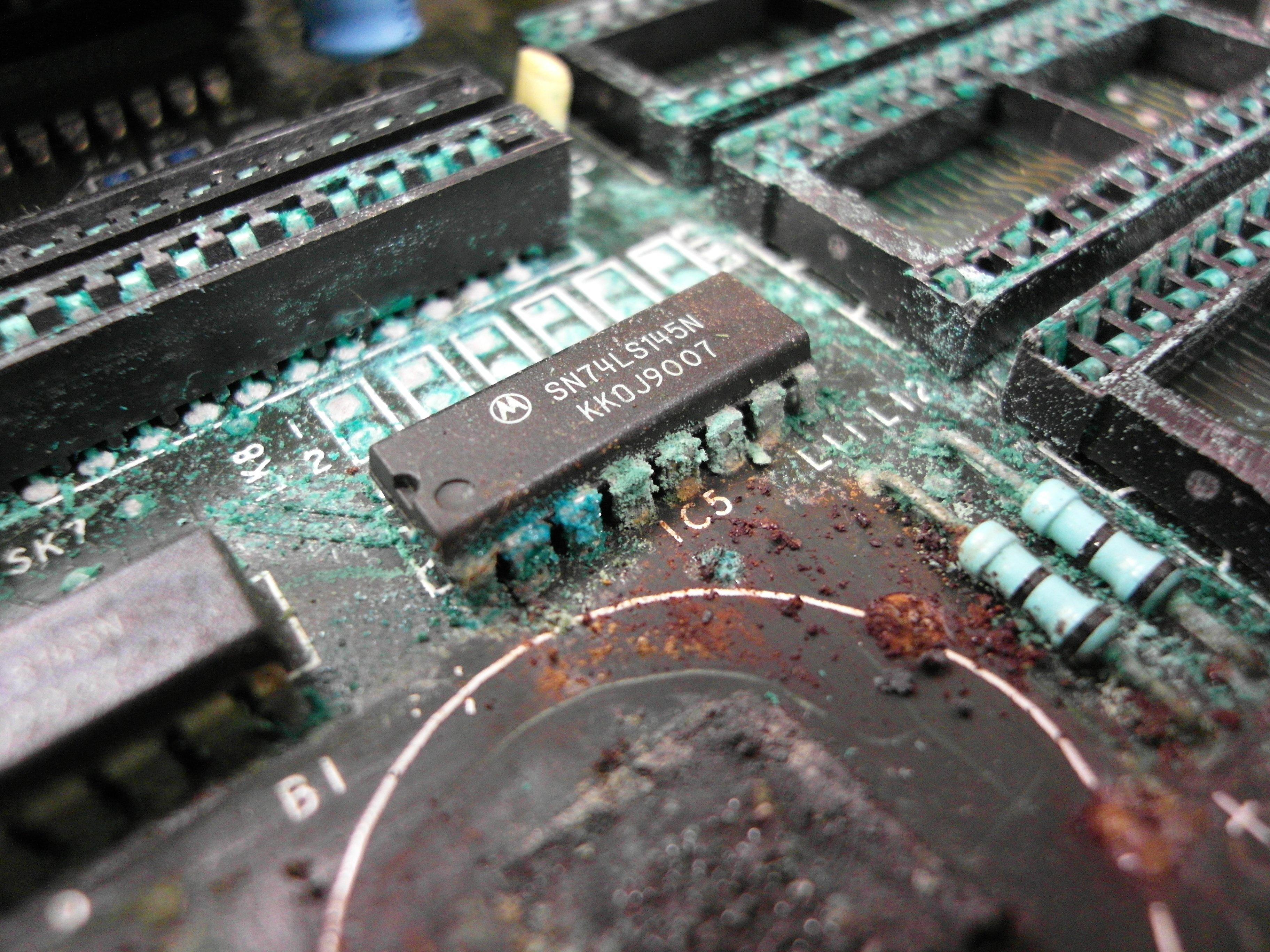
安装在PCB上的镍镉电池泄漏，导致PCB严重腐蚀

印制电路板（PCB）容易受到环境因素的影响，例如，其导线容易腐蚀，蚀刻不当可能导致部分短路，机械负载可能导致裂纹，而通孔的镀层可能不足。焊剂残留可能加剧腐蚀，而PCB表面的其他污染物可能引发电气泄漏。极性共价化合物（如抗静电剂）可能吸湿，在导线之间形成一层薄的导电水膜，或者吸收高频能量，造成寄生介电损耗；氯化物等离子化合物易促进腐蚀。碱金属离子可能通过塑料封装迁移，并影响半导体的功能。氯化烃残留物可能发生水解，释放腐蚀性氯化物，这些问题通常在数年后才显现。
当PCB温度超过玻璃转化温度时，其树脂基体会软化并变得容易吸收污染物。例如，助焊剂中的聚乙二醇可能进入电路板并增加其湿气吸收率，进而恶化其介电性能和抗腐蚀能力。使用陶瓷等多层基板的PCB也会面临类似问题。
在PCB内部，导电阳极丝（CAF）可能沿着复合材料纤维生长。金属通常源自通孔镀层，并在离子、水分及电势的作用下发生迁移；钻孔损伤及玻璃-树脂结合不良会加剧这一问题。CAF的形成通常始于玻璃-树脂结合不良，随后吸附水分形成离子及腐蚀产物的迁移通道。在氯离子存在的情况下，沉淀的腐蚀产物主要是氯銅礦，其半导体特性会导致电流泄漏增加、介电强度下降，并最终在导线之间形成短路。焊剂残留中的乙二醇会加重这一问题。由于PCB纤维和树脂的热膨胀系数不同，在焊接时这种膨胀失配会削弱它们之间的结合力；无铅焊料要求更高的焊接温度，从而进一步增加CAF的发生概率。此外，CAF的发生与湿度密切相关，低于某一湿度阈值时，CAF不会形成。层间分层可能导致PCB各层分离，破坏通孔和导线，进而形成腐蚀性污染物的渗透通道，并促进导电物质的迁移。

## 继电器与开关失效
每当机电继电器、開關或接触器的触点打开或闭合时，都会发生一定程度的触点磨损。在开断（break）或闭合（make）过程中，触点之间会产生电弧。特别是在开断时产生的电弧（break arc）类似于電弧焊，其能量更大，破坏性更强。
电弧产生的高温和电流会导致金属迁移，使触点表面形成特定的锥形或凹坑结构。除了物理损伤外，触点表面还会积累碳及其他杂质。这种退化现象大大限制了继电器或接触器的寿命，其操作次数通常仅为机械寿命的1%或更少，通常在10万次左右。

## 半导体失效
许多失效会导致热电子的产生。这些热电子可以在光学显微镜下观察到，因为它们会产生可被CCD 摄像机检测到的近红外光子。闩锁现象可以通过这种方式观察到。如果可见，失效的位置可能提供关于过应力性质的线索。液晶涂层可用于失效定位：胆甾液晶具有热致变色特性，可用于可视化芯片上的发热位置，而向列液晶对电压有响应，可用于可视化氧化物缺陷导致的电流泄漏及芯片表面的电荷状态（特别是逻辑状态）。采用激光标记塑封封装时，如果封装材料中的玻璃微球排列并将激光聚焦到芯片上，可能会损坏芯片。
与半导体晶体相关的失效示例如下：
- 位错的成核和生长。这需要晶体中已有的缺陷，例如由辐照引起，并且会受到热量、高电流密度和发射光的加速。在 LED 设备中，砷化鎵和砷化铝镓（英语：Aluminium gallium arsenide）比砷化镓磷（英语：Gallium arsenide phosphide）和磷化銦更容易受到这种影响；氮化鎵和氮化銦鎵对此不敏感。
- MOSFET栅氧化层中陷阱电荷载流子的累积。这会引入永久性栅极偏置，影响晶体管的阈值电压；可能由热载流子注入、游離輻射或正常使用造成。在EEPROM单元中，这是限制擦写周期数的主要因素。
- 浮栅中的电荷载流子迁移。这会限制EEPROM和闪存EPROM结构中存储数据的寿命。
- 钝化不当。腐蚀是导致延迟失效的重要原因；半导体、金属互连和钝化玻璃均易受影响。暴露在潮湿环境下的半导体表面会形成氧化层，而释放出的氢会与更深层的材料反应，生成挥发性氢化物。[10]

### 参数失效
通孔 是芯片中容易引入额外串联电阻的常见结构；有缺陷的通孔会表现出不可接受的高电阻，导致信号传播延迟增加。由于电阻率随温度升高而降低，因此如果芯片的最高工作频率下降，可能表明存在此类故障。“鼠咬”（mousebites）是指金属化区域宽度的减少；这类缺陷通常不会在电气测试中显现，但却是主要的可靠性风险。鼠咬中的高电流密度可能会加剧电迁移问题；需要较大程度的空洞形成才能引起对温度敏感的传播延迟。
有时，电路容差可能导致难以追踪的不稳定行为。例如，驱动能力较弱的晶体管、较高的串联电阻以及后续晶体管栅极的电容可能都在容差范围内，但仍会显著增加信号傳播延遲。这些失效可能仅在特定的环境条件下、高时钟速率、低电源电压或特定信号状态下表现出来，并且在同一晶圆上的不同芯片之间可能存在显著差异。由于过应力引起的损伤（如欧姆短路或晶体管输出电流降低）可能会增加传播延迟，从而导致不稳定行为。由于传播延迟对供电电压高度敏感，供电电压的容差波动可能触发这种行为。
砷化鎵单片微波集成电路的失效模式包括：
- IDSS退化由栅极沉降和氢中毒引起。[12]这是最常见且最容易检测的失效，受栅极沉降导致的晶体管有源通道缩减以及氢中毒导致的供体密度耗尽影响。
- 栅极漏電流退化，在加速寿命测试或高温条件下发生，可能由表面态效应引起。
- 阈值电压退化，这是高温下工作的砷化镓器件的常见失效模式，主要来源于半导体-金属相互作用和栅极金属结构的退化，氢元素也是一个影响因素。通过在触点和砷化镓之间添加适当的阻挡金属可减少这种失效。
- 漏-源电阻增加，主要发生在高温环境中，由金属-半导体相互作用、栅极沉降和欧姆接触退化引起。

### 金属化失效

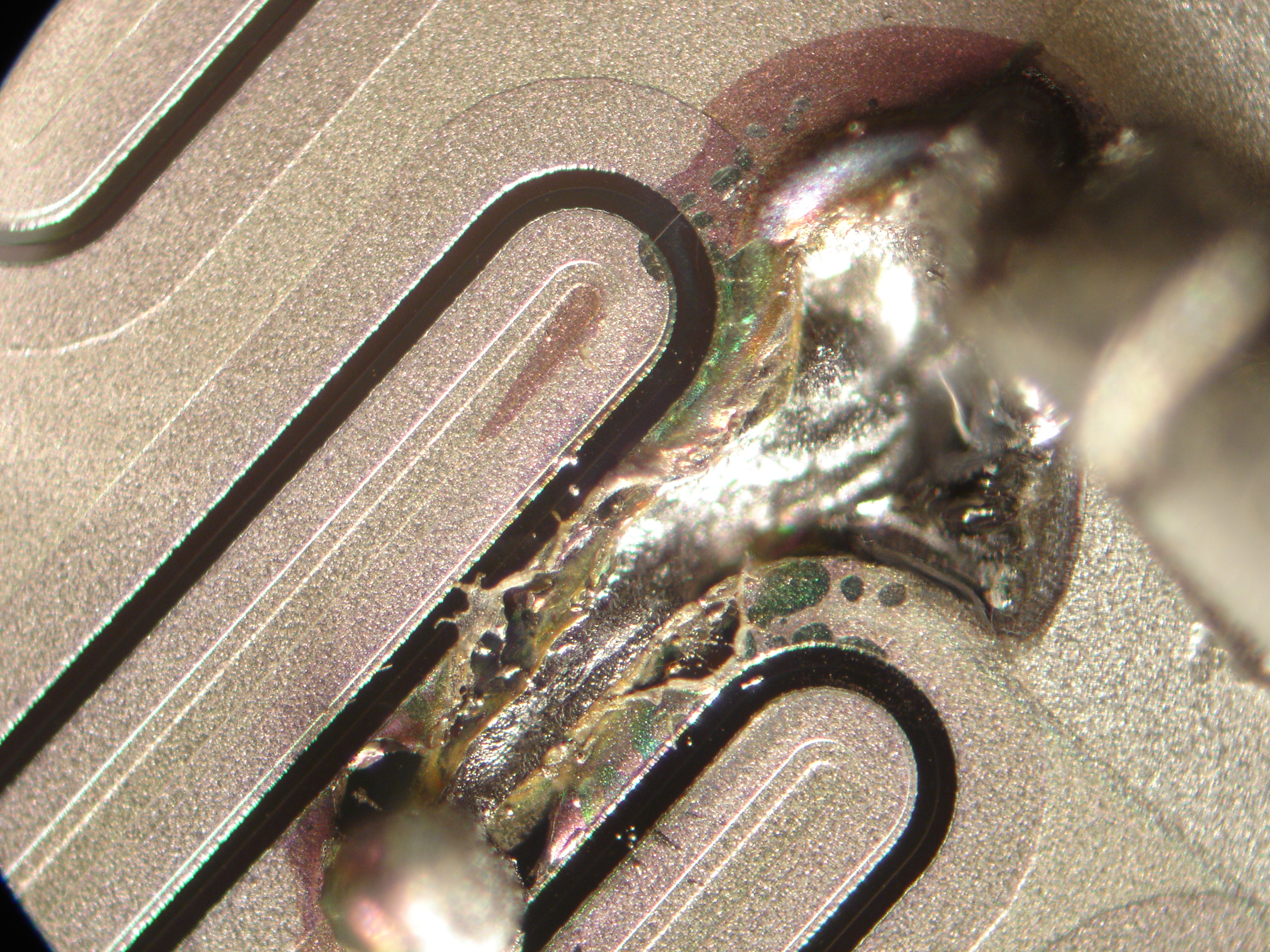
因短路而失效的TO3功率晶体管的显微照片

金属化失效是FET晶体管退化比材料过程更常见和更严重的原因；非晶材料没有晶界，从而抑制了扩散和腐蚀。此类失效的示例包括：
- 电迁移会将原子从有源区域迁移出去，导致位错与点缺陷，这些缺陷会作为非辐射复合中心产生热量。这种现象可能发生在射頻信号工作的MESFET中使用铝栅的情况下，导致漏极电流波动不稳定；此类电迁移称为栅下陷。而使用金栅则不会发生这种问题。[13]在具有铝层覆盖难熔金属阻挡层的结构中，电迁移主要影响铝而不影响难熔金属，造成结构电阻不规则上升。被迁移的铝可能引起与相邻结构之间的短路；在铝中加入0.5–4%的铜可以提高其抗电迁移能力，铜会聚集在合金晶界上，增加将原子从晶界中剥离所需的能量。[14]此外，氧化铟锡与银也会发生电迁移，引起漏电流，并在LED中于芯片边缘造成非辐射復合。在所有情况下，电迁移都可能改变晶体管栅极与半导体结的尺寸与参数。
- 机械应力、高电流与腐蚀性环境会导致金属晶鬚的形成与短路。这些效应可在封装内部或电路板上发生。
- 硅结节的形成。为防止合金尖峰，铝互连层在沉积过程中可能掺硅至饱和。在热循环过程中，硅原子可能迁移并聚集形成结节，这些结节作为空洞存在，会导致局部电阻上升并降低器件寿命。[2]
- 金属化层与半导体层之间的歐姆接觸退化。在砷化镓器件中，通常使用金-锗合金（有时加入镍）来实现低接触电阻；通过锗的扩散在金属下形成一层高n型掺杂的区域，从而形成欧姆接触，并在其上沉积金。镓原子可能通过该层迁移并被上层金属吸收，在接触区域下方形成贫镓、缺陷丰富的区域；随后金与氧向相反方向迁移，导致欧姆接触电阻上升，有效掺杂水平下降。[13]该失效模式还涉及金属间化合物的形成。

### 电应力失效
大多数与应力相关的半导体失效在微观上是电热性质的；局部温度升高会导致金属层熔化或蒸发、半导体熔化或结构变化而立即失效。扩散与电迁移在高温下加剧，缩短器件寿命；结损伤如果不立即失效，可能表现为结的电流-电压特性曲线变化。电应力失效可分为热诱导型、电迁移相关型与电场相关型，具体例子包括：
- 熱失控：衬底中的簇状结构导致局部熱導率下降，进而引发损伤并产热，从而进一步加剧问题。最常见原因包括不完全焊接引起的空洞、电迁移效应与科肯德尔空洞。结处的电流密度分布不均或电流丝形成的电流集中会形成局部热点，可能发展为热失控。
- 反向偏置：某些基于二极管结的半导体器件在本质上为整流器；但其反向击穿电压可能很低，即便是中等程度的反向偏置电压也会立即造成退化并大幅加速失效。典型LED的最大反向偏置电压为5V，有些型号更低。
- 齊納二極體的严重过载反向偏置短路：足够高的电压会导致齐纳结发生雪崩击穿；加之流过二极管的大电流，造成极端局部发热，使结区与金属化层熔化，形成硅-铝合金，造成端子短路。有时此效应被有意用于保险丝硬连接。[14]
- 闩锁（latch-up）：当器件遭受过压或欠压脉冲时，一个寄生结构可能被触发为晶闸管（SCR），导致过流性失效。在IC中，闩锁可分为内部闩锁（如传输线反射、接地反弹）与外部闩锁（如通过I/O引脚或宇宙線引入的信号）；外部闩锁可由静电放电触发，内部闩锁则不会。闩锁也可能由注入芯片衬底的载流子或另一个闩锁触发。JEDEC78标准用于测试器件对闩锁的敏感性。[9]

#### 静电放电
静电放电（ESD）是电应力的一种子类，可导致即时器件失效、器件参数永久漂移，以及潜在损伤，进而导致退化速率加快。其造成失效的三大机制为：局部发热、高电流密度与高电场梯度；当数安培电流持续一段时间，会将能量转移至器件结构，造成损伤。实际电路中的ESD是具有快速交变极性的阻尼波，器件结会遭受重复应力。其失效机制主要包括以下四种：
- 氧化物击穿：发生在电场强度大于6–10 MV/cm时。
- 结损伤：表现为反向漏电流增加，最终短路。
- 金属化与多晶硅烧毁：金属、多晶硅互连层、薄膜电阻器与扩散电阻器等损伤。
- 电荷注入：雪崩击穿产生的高能载流子注入氧化物层中。

灾难性ESD失效模式包括：
- 结烧毁：结内形成导电通路，造成短路。
- 金属化层烧毁：金属互连层部分熔化或蒸发，造成断路。
- 氧化层击穿：在两个导体或半导体之间的绝缘层中形成导电通道；栅氧化层最薄，最易受损。受损晶体管在栅极与漏极之间表现出低欧姆电阻。

参数漂移型失效仅表现为器件参数变化，可能在应力测试中显现；有时损伤程度会随时间降低。潜在型ESD失效表现为延迟性失效，包括：
- 绝缘体损伤：结构强度减弱。
- 结损伤：少数载流子寿命缩短，正向电阻增加，反向漏电流增大。
- 金属化损伤：导体削弱。

灾难性失效需要最高放电电压，最容易测试，但发生最少。参数失效发生在中等电压，较为常见；潜在失效最普遍，每个参数失效通常对应4–10个潜在失效。现代VLSI电路更容易受到ESD影响，因其特征尺寸更小、电容更低、电压/电荷比更高。导电层采用硅沉积使其电导更强，减少了本应提供保护作用的串联电阻。
一些MOSFET的栅氧化层在仅50伏电压下就可能被击穿，栅极与结之间隔离，电位积累导致薄介质层承受极大应力；应力氧化物可能碎裂并立即失效。栅氧本身不会立即失效，但可能由于应力诱导漏电流而加速损伤，在长时间运行后表现为延迟失效；使用氧化物或氮化物介质的片上电容器也容易受损。结构越小越脆弱，因为其電容更低，相同电荷导致电压更高。所有薄介质层都容易受损，因此采用较厚氧化层的工艺制程更具抗ESD能力。
由电流引起的失效更常见于双极型晶体管中，其中肖特基结和PN结为主要结构。超过5千瓦的放电功率（持续时间少于1微秒）足以熔化或汽化材料。薄膜电阻器可能因放电路径形成或部分薄膜蒸发而改变电阻值，在对电阻值要求高的精密应用中问题尤为严重。
新型CMOS输出缓冲器使用轻掺杂矽化物漏极，更易受ESD影响；N沟道驱动器通常在氧化层或n+/p阱结处受损，原因是寄生NPN晶体管“击回”过程中的电流拥塞。在P/NMOS图腾柱结构中，通常是NMOS晶体管受损。结的结构影响其ESD敏感性；结的角落与缺陷会导致电流拥塞，降低损伤阈值。正向偏置结比反向偏置结更不敏感，因为正向偏置结的焦耳热通过较厚材料层散发，而反向偏置结的耗尽区较窄。

## 无源元件故障

### 电阻器

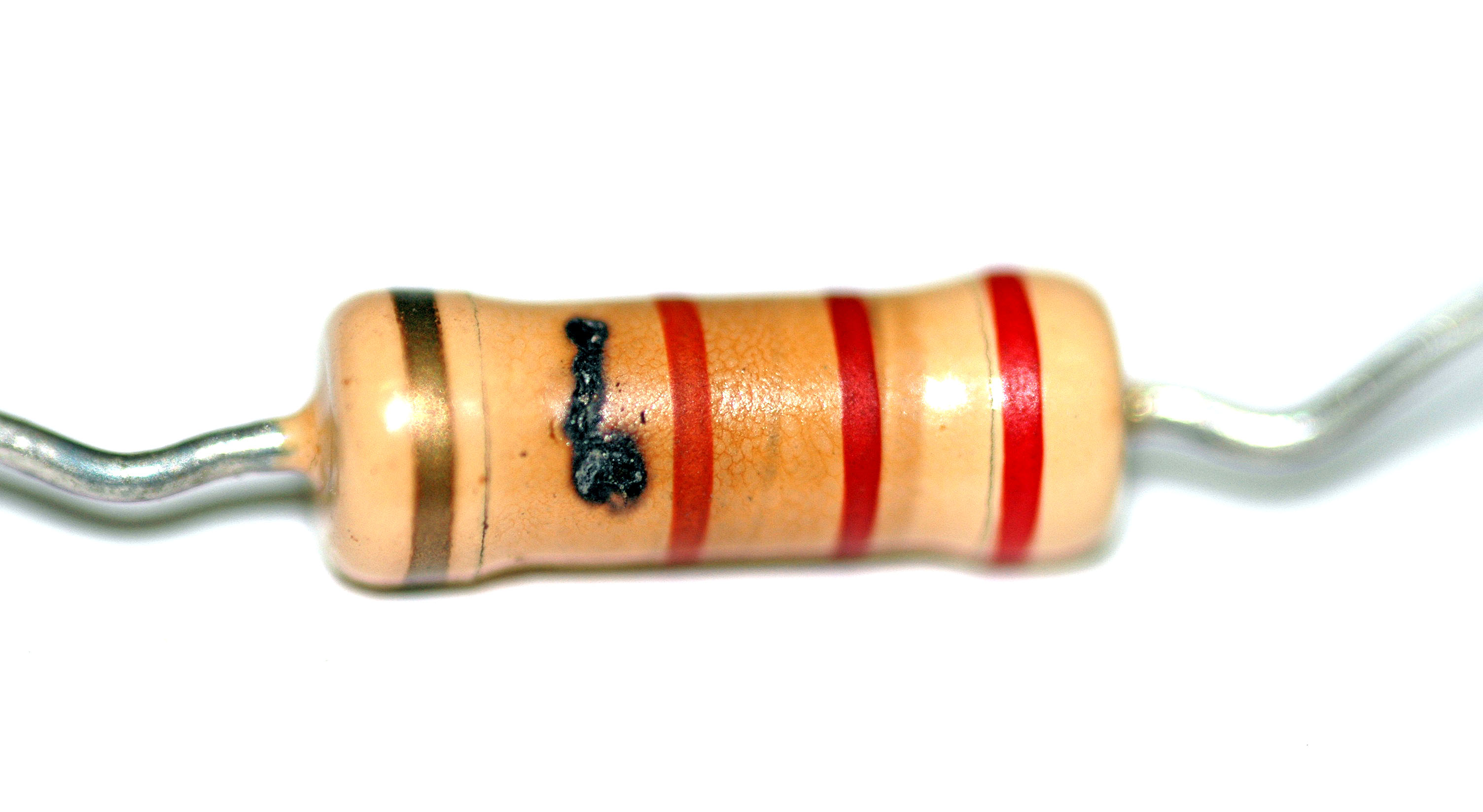
从高压电子管电路中拆下的一个电阻器，其金属氧化物电阻层上因电弧放电而损坏。

电阻器可能出现开路或短路失效，也可能在环境条件或超出性能极限的情况下导致阻值变化。电阻器常见的失效包括：
- 制造缺陷导致的间歇性问题。例如，碳膜或金属电阻器中压接不当的端帽可能松动，导致接触丧失，电阻器与端帽之间的阻值变化会改变其整体阻值。[2]
- 表面贴装电阻器在陶瓷基底与电阻层等异质材料接合处发生分层。[21]
- 集成电路中使用的镍铬薄膜电阻器被钝化玻璃中的磷腐蚀，导致阻值上升。[22]
- 采用银作端子的SMD电阻器在富含硫的环境中易发生开路失效，因银形成硫化银堆积。[6]
- 某些材料（如用于金属化层附着在陶瓷基板上的铜氧化物层）中存在的氧化铜会长出铜枝晶，跨越修整缝隙形成短路。[3]

#### 电位器与微调电阻器
電位器和微调电阻器是三端机电元件，内部包含一个带可调滑动触点的电阻路径。除了常规电阻器的失效模式外，滑动触点与电阻路径之间的机械磨损、腐蚀、表面污染和机械变形也会导致接触电阻变化，进而引发间歇性失效，尤其在音频放大器中较为常见。许多类型的电位器密封性不佳，污染物和湿气容易进入，助焊剂残留是常见污染源之一。在焊接或安装时，外壳变形可能导致滑触接触不良。引脚受力过大会使基底开裂，一旦裂纹穿透电阻路径，就会引起开路失效。

### 电容器
电容器主要参数包括电容值、串联与并联寄生电阻、击穿电压及耗散因数；寄生参数常随频率和电压而变。电容器结构由电极、介质、引脚和封装构成，任一部分退化均可导致参数漂移或失效。电容器最常见的失效模式是短路与因并联寄生电阻降低而引起的漏电，其次是开路失效。常见失效示例如下：
- 因过电压或介质老化导致介质击穿，当击穿电压低于工作电压时发生。一些电容器具备“自愈”能力，内部电弧会汽化电极附近材料以阻断击穿路径；而其他类型则会在介质中形成导电路径，造成短路或绝缘性能下降。[2]
- 电极材料穿越介质迁移，形成导电路径。[2]
- 在储存、装配或使用过程中的粗暴操作导致引脚与电容体分离，引起开路失效，这种失效常发生在封装内部，不易察觉但可被测量。[2]
- 焊剂和溶剂残留造成的材料污染会引起耗散因数上升。[2]

#### 电解电容器
除上述问题外，电解电容器还可能出现以下失效：
- 铝电解电容的电解质干涸会导致漏电流、等效串联电阻上升及电容值下降。高纹波电流和内部电阻引发的功耗会导致内部温度超过规格限值，加速老化过程；这类电容器常以短路形式失效。[2]
- 电解液污染（如受潮）腐蚀电极，导致电容减小或短路。[2]
- 电解液产生气体，导致电容器内部压力升高，有时会爆炸；“電容災難”就是一个典型例子。[來源請求]
- 鉭質電容器因电气过应力导致介质永久性退化，发生开路或短路失效；此类失效常伴随介质变色或阳极局部熔化等可见迹象。[2][6]

### 金属氧化物压敏电阻
金属氧化物壓敏電阻随温度升高电阻降低；若其直接并接在电源总线上用于電壓突波保护，触发电压下降后可能进入热失控状态，严重时导致爆炸或起火。为防止此类失效，通常会在电路中串联热熔断器、断路器或其他限流元件。

## MEMS器件失效
微机电系统存在多种失效类型：
- 静摩擦力导致活动部件卡滞，外部冲击有时可恢复功能。使用非粘附涂层、减少接触面积和提升设计意识可降低失效率。[9]
- 系统内颗粒迁移阻碍活动；导电颗粒还可能引发短路，特别是在静电驱动器中。磨损产生的碎屑会进一步污染系统。
- 斷裂造成机械部件断裂。
- 材料疲勞使移动结构出现裂纹。
- 介质充电改变功能，最终导致参数失效。[24]

## 重现失效模式
为了降低失效发生率，在产品设计及制造阶段准确测量键合强度至关重要。研究应从失效模式入手。假设产品存在特定的失效模式，那么键合测试应尽可能重现这种失效。然而，完全复制并不总是可行。测试载荷必须通过样品传递至键合区域，若样品的某一部分比键合区域更弱，则载荷会先导致样品本体破坏，而非键合区域。

## 相关
- 半导体器件可靠性